# Atherigona semilunari
Atherigona semilunari este o specie de muște din genul Atherigona, familia Muscidae, descrisă de Preeti Srivastava în anul 1985. Conform Catalogue of Life specia Atherigona semilunari nu are subspecii cunoscute.